# Harald Andersson
Harald Andersson (Stanford, Estados Unidos, 2 de abril de 1907-18 de mayo de 1985) fue un atleta sueco de origen estadounidense especializado en la prueba de lanzamiento de disco, en la que consiguió ser campeón europeo en 1938.

## Carrera deportiva
En el Campeonato Europeo de Atletismo de 1934 ganó la medalla de oro en el lanzamiento de disco, llegando hasta los 50.38 metros, superando al francés Paul Winter y al húngaro István Donogán (bronce con 45.91 metros).